# Leiðarhólmur
Leiðarhólmur är en gård på Island, i Dalasýsla, på Västlandet, känd genom de beslut, som 23 bönder från Väst- och Nordlandet sommaren 1517 där fattade i syfte att bryta hierarkins makt och särskilt försöka hejda den alltjämt fortgående övergången av jordagods från världslig egendom till kyrkoegendom. De vann emellertid icke tillslutning av landets övriga bönder, och de katolska biskoparna lyckades undanröja huvudmännen för företaget, vilket likväl är märkligt som ett förebud till reformationen.